# Copa de Territorios Franceses del Pacífico
La Copa de Territorios Franceses del Pacífico o Copa T.O.M. (Territoires d'Outre-Mer), fue una competencia de fútbol en la que participaron los equipos campeones de las ligas locales individuales de cada TOM francés. Los territorios involucrados fueron cuatro: Tahití, Nueva Caledonia, Wallis y Futuna y las Tierras Australes y Antárticas Francesas. Sin embargo, los dos últimos no presentaron ningún equipo ya que las islas Wallis y Futuna no poseen una liga local mientras que los territorios antárticos están prácticamente deshabitados.
Hasta 2003, el equipo ganador obtuvo el derecho a participar en la Copa de Campeones de Ultramar o Copa TOM-DOM, competencia en la que enfrentó al equipo campeón de la Copa DOM y al equipo campeón de la Copa del Océano Índico.

## Palmarés
| Año  | Campeón                      | Marcador                | Subcampeón                     |
| ---- | ---------------------------- | ----------------------- | ------------------------------ |
| 1996 | AS Manu Ura (Tahití)         | 1 - 2, 3 - 0            | JS Traput (Nueva Caledonia)    |
| 1997 | AS Vénus (Tahití)            | 0 - 0, 1 - 1 (5-4 pen.) | JS Baco (Nueva Caledonia)      |
| 1998 | AS Vénus (Tahití)            | 4 - 0, 6 - 2            | AS Poum (Nueva Caledonia)      |
| 1999 | AS Vénus (Tahití)            | 0 - 0, 2 - 1            | FC Gaïtcha (Nueva Caledonia)   |
| 2000 | AS Vénus (Tahití)            | 2 - 0, 2 - 1            | JS Baco (Nueva Caledonia)      |
| 2001 | AS Pirae (Tahití)            | 3 - 2, 3 - 1            | JS Baco (Nueva Caledonia)      |
| 2002 | AS Vénus (Tahití)            | 0 - 0, 1 - 0            | AS Mont-Dore (Nueva Caledonia) |
| 2003 | AS Magenta (Nueva Caledonia) | 2 - 2, 2-2 (4-3 pen.)   | AS Pirae (Tahití)              |
| 2004 | AS Manu Ura (Tahití)         | 1 - 1, 2 - 1            | AS Magenta (Nueva Caledonia)   |
| 2005 | AS Magenta (Nueva Caledonia) | 4 - 1, 3 - 1            | AS Tefana (Tahití)             |
| 2006 | AS Tefana (Tahití)           | 2 - 0, 0 - 0            | AS Mont-Dore (Nueva Caledonia) |
| 2007 | AS Pirae (Tahití)            | 3 - 0, 2 - 2            | JS Baco (Nueva Caledonia)      |

## Títulos por equipo
| Club         | Títulos | Años campeón                 | Subtítulos | Años subcampeón        |
| ------------ | ------- | ---------------------------- | ---------- | ---------------------- |
| AS Vénus     | 5       | 1997, 1998, 1999, 2000, 2002 | –          | ----                   |
| AS Magenta   | 2       | 2003, 2005                   | 1          | 2004                   |
| AS Pirae     | 2       | 2001, 2007                   | 1          | 2003                   |
| AS Manu-Ura  | 2       | 1996, 2004                   | –          | -----                  |
| AS Tefana    | 1       | 2006                         | 1          | 2005                   |
| JS Baco      | –       | -----                        | 4          | 1997, 2000, 2001, 2007 |
| AS Mont-Dore | –       | -----                        | 2          | 2002, 2006             |
| JS Traput    | –       | -----                        | 1          | 1996                   |
| AS Poum      | –       | -----                        | 1          | 1998                   |
| FC Gaïtcha   | –       | -----                        | 1          | 1999                   |

### Títulos por país
| País            | Títulos | Subtítulos |
| --------------- | ------- | ---------- |
| Tahití          | 10      | 2          |
| Nueva Caledonia | 2       | 10         |